# Basilea I
Basilea I è la denominazione con cui ci si riferisce ad una serie di delibere delle banche centrali di tutto il mondo e nel 1988, il Comitato di Basilea (BCBS) pubblicò nell'omonima città svizzera una serie di requisiti patrimoniali minimi per gli istituti di credito. Questo è noto anche come l'accordo di Basilea '88 e fu promulgato dal G10 nel 1992, sebbene le banche giapponesi abbiano richiesto un prolungamento del periodo di transizione. Basilea I è ora notoriamente sorpassato innanzitutto con linee guida avanzate, a partire dal 2004, in Basilea II, e, a partire dal 2017, in Basilea III. 

## Retroscena
Il comitato venne formato in risposta alla liquidazione confusa di una banca di Francoforte nel 1974.